# Рачков, Николай Борисович
Николай Борисович Рачков (род. 23 сентября 1941, Кирилловка, Горьковская область) — советский и российский поэт, редактор газеты, педагог, член правления Союза писателей России.

## Биография
Николай Борисович Рачков родился 23 сентября 1941 года в крестьянской семье в селе Кирилловка Арзамасского района Горьковской области, ныне село входит в Городской округ город Арзамас Нижегородской области. Отец погиб на фронте в 1941 году за несколько месяцев до рождения сына. Тема войны и погибшего отца не раз поднимается в творчестве поэта.
В 1964 году окончил историко-филологический факультет Горьковского государственного педагогического института. Работал учителем, редактором газеты.
Первое стихотворение Рачкова «Моему другу» было напечатано в 1957 в газете «Арзамасская правда».
С 1987 года поэт живёт в городе Тосно Ленинградской области.
Название его книги «О Родине, о жизни, о любви» стало названием  театрально-литературного фестиваля «О Родине, о жизни, о любви!» в «Год старшего поколения» в Ленинградской области в «Год литературы» в России в 2015 году.

## Творчество
Автор поэтических сборников: «Колодцы» (1967), «Отчее крыльцо» (1979), «Неповторимый этот мир» (1983), «Только любовь» (1986), «Памятный дом» (1991), «Средь туманов и трав» (1994), «Свет мой лазоревый» (1997), «Рябиновая Русь» (2001), «Золотой венец» (2003), «Ивы над омутом» (2006), «Летящие в пламени» (2009) и др.

## Награды и премии
- Медаль Пушкина (15 мая 2009) — за заслуги в развитии отечественной культуры и искусства, многолетнюю плодотворную деятельность[3].
- Медаль «В память 300-летия Санкт-Петербурга»[4]
- Почётный гражданин Ленинградской области, 2014 год[5]
- Почётный гражданин Тосненского района Ленинградской области
- Благодарность Президента Российской Федерации (12 августа 2019) — за заслуги в развитии отечественной культуры и искусства, многолетнюю плодотворную деятельность[6].
- Национальная премия «Имперская культура» имени Эдуарда Володина за утверждение державного, имперского духа в обществе и отечественной литературе[7].
- Премия имени Александра Прокофьева «Ладога» в области поэзии в 2016 году в номинации «Всероссийская» (5 декабря 2016) — за книгу стихов «О родине, о жизни, о любви»
- Большая литературная премия России (3-я премия, 2003 г.) за книги стихов «Рябиновая Русь» и «Золотой венец».
- Литературная премия им. А. Т. Твардовского (2001 г.) за сборник стихов «А Россия была и будет…».